# Serie A 1993-1994 (calcio a 5)
La Serie A 1993-1994 è stata la 11ª edizione della massima serie del campionato italiano di calcio a 5 e la 5ª di Serie A. La stagione ricalca a grandi linee quella precedente: identico è il dominio delle squadre della regione Lazio che piazza quattro squadre su quattro, identica è la finale tra i bancari della BNL Calcetto ed il Torrino, identico è il vincitore, ovvero il Torrino allenato da Alessandro Nuccorini.

## Regolamento
Consolidata la tradizione del girone unico a diciotto squadre, nella seconda fase il regolamento prevedeva l'ammissione diretta alle semifinali delle prime due classificate della Serie A. Le squadre giunte dal 3º al 6º posto disputavano due mini gironi da tre, assieme ad altre due società uscite da due turni ad eliminazione diretta tra settima, ottava, nona e decima classificata della Serie A e le prime quattro classificate del campionato cadetto. La poule e la fase finale si svolsero dal 14 luglio al 25 luglio 1994 a Roma;la formula della finale ritornò a gara unica.

## Stagione regolare
|  | Pos. | Squadra          | Pt | G  | V  | N  | P  | GF  | GS  | DR  |
|  | ---- | ---------------- | -- | -- | -- | -- | -- | --- | --- | --- |
|  | 1.   | Torrino          | 57 | 34 | 25 | 7  | 2  | 138 | 58  | +80 |
|  | 2.   | BNL Roma         | 50 | 34 | 19 | 12 | 3  | 128 | 71  | +57 |
|  | 3.   | Città di Palermo | 46 | 34 | 18 | 10 | 6  | 92  | 51  | +41 |
|  | 5.   | Sparta Roma      | 45 | 34 | 19 | 7  | 8  | 115 | 78  | +37 |
|  | 5.   | Pro Ficuzza      | 45 | 34 | 17 | 11 | 6  | 126 | 89  | +37 |
|  | 6.   | Fiumicino        | 41 | 34 | 17 | 7  | 10 | 116 | 98  | +18 |
|  | 7.   | Roma RCB         | 40 | 34 | 16 | 8  | 10 | 112 | 92  | +20 |
|  | 8.   | Ladispoli        | 34 | 34 | 12 | 10 | 12 | 117 | 100 | +17 |
|  | 9.   | Delfino Cagliari | 34 | 34 | 14 | 6  | 14 | 99  | 100 | -1  |
|  | 10.  | Nuova Hellas     | 33 | 34 | 13 | 7  | 14 | 124 | 138 | -14 |
|  | 11.  | Pescara          | 28 | 34 | 10 | 8  | 16 | 115 | 134 | -19 |
|  | 12.  | Augusta          | 27 | 34 | 7  | 13 | 14 | 71  | 89  | -18 |
|  | 13.  | Bologna          | 27 | 34 | 10 | 7  | 17 | 126 | 150 | -24 |
|  | 14.  | Marino           | 26 | 34 | 9  | 8  | 17 | 89  | 135 | -46 |
|  | 15.  | Palmanova        | 24 | 34 | 7  | 10 | 17 | 103 | 144 | -41 |
|  | 16.  | Taranto          | 23 | 34 | 6  | 11 | 17 | 119 | 155 | -36 |
|  | 17.  | ITCA Torino      | 21 | 34 | 6  | 9  | 19 | 94  | 126 | -32 |
|  | 18.  | Avezzano         | 11 | 34 | 2  | 7  | 25 | 83  | 172 | -89 |

### Verdetti
- Torrino campione d'Italia 1993-94.
- Avezzano, ITCA Torino e Taranto retrocessi in Serie B 1994-95.
- Ladispoli non iscritto al campionato seguente; ITA Palmanova retrocesso ma successivamente ripescato.

## Play-off

### Primo turno

#### Andata
| 1994, ore --:-- | Roma RCB | 2 – 2 | Milano |  |

| 1994, ore --:-- | Delfino Cagliari | 4 – 2 | CUS Viterbo |  |

| 1994, ore --:-- | Roma 3Z | 0 – 1 | Ladispoli |  |

| Siracusa 1994, ore --:-- | ERG Siracusa | 3 – 2 (2-0) | Nuova Hellas | PalaLoBello |

#### Ritorno
| 1994, ore --:-- | Milano | 3 – 4 | Roma RCB |  |

| 1994, ore --:-- | CUS Viterbo | 4 – 1 | Delfino Cagliari |  |

| 1994, ore --:-- | Ladispoli | 4 – 4 (d.t.s.) | Roma 3Z |  |

| Bologna 1994, ore --:-- | Nuova Hellas | 4 – 1 (2-1) | ERG Siracusa |  |

### Secondo turno
| Civitavecchia 6 luglio 1994, ore --:-- | Roma RCB         | 6 – 4 | CUS Viterbo |  |
| Tiri di rigore –                       |                  |       |             |  |
|                                        |                  |       |             |  |
|                                        | Tiri di rigore – |       |             |  |

| Firenze 6 luglio 1994, ore --:-- | Ladispoli | 2 – 1 | Nuova Hellas |  |

### Terzo turno

#### Triangolare A
| Squadra          | P.ti | G | V | N | P | GF | GS | DR |
| ---------------- | ---- | - | - | - | - | -- | -- | -- |
| Ladispoli        | 4    | 2 | 2 | 0 | 0 | 8  | 4  | +4 |
| Fiumicino        | 1    | 2 | 0 | 1 | 1 | 3  | 4  | -1 |
| Città di Palermo | 1    | 2 | 0 | 1 | 1 | 1  | 4  | -3 |

#### Triangolare B
| Squadra     | P.ti | G | V | N | P | GF | GS | DR |
| ----------- | ---- | - | - | - | - | -- | -- | -- |
| Roma RCB    | 3    | 2 | 1 | 1 | 0 | 4  | 3  | +1 |
| Sparta Roma | 2    | 2 | 1 | 0 | 1 | 6  | 4  | +2 |
| Pro Ficuzza | 1    | 2 | 0 | 1 | 1 | 2  | 5  | -3 |

| Arbitro: | Massimo Cumbo (Roma) |

|                           |           |                                           |
| Pirone 28’ Pozzi 39’, 50’ | Marcatori | 5’ Bonifazi 16’ Maceratesi 43’, 54’ Fondi |

| Roma ? luglio 1994, ore --:-- | Roma RCB | 1 – 1 | Pro Ficuzza | Foro Italico |

| Roma ? luglio 1994, ore --:-- | Fiumicino                                        | 0 – 0 | Città di Palermo | Foro Italico\| Arbitri: \| Roberto Monti (Forlì) Giampaolo Travini (Cesena) \| |
| Arbitri:                      | Roberto Monti (Forlì) Giampaolo Travini (Cesena) |       |                  |                                                                                |

| Arbitro: | Guzzardo (Oristano) |

|           |           |                                                     |
| Verri 45’ | Marcatori | 18’, 57’ Minicucci 29’ Donnangelo 53’ (rig.) Benini |

| Arbitro: | Genova (Terni) |

|              |           |                                           |
| Visconti 58’ | Marcatori | 11’, 30’ Matranga 17’ Pozzi 44’ Del Rosso |

| Roma ? luglio 1994, ore --:-- | Sparta Roma | 2 – 3 | Roma RCB | Foro Italico |

### Semifinali

#### Gara 1
| Roma ? luglio 1994, ore --:-- CEST | Torrino | 2 – 0 (?-?) | Roma RCB |  |

| Roma ? luglio 1994, ore --:-- CEST | BNL Roma | 5 – 2 (?-?) | Ladispoli |  |

#### Gara 2
| Roma ? luglio 1994, ore --:-- CEST | Roma RCB | 1 – 3 (?-?) | Torrino |  |

| Roma ? luglio 1994, ore --:-- CEST | Ladispoli | 0 – 3 (?-?) | BNL Roma |  |

### Finale
| Roma ? luglio 1994, ore --:-- CEST | Torrino | 2 – 1 (?-?) | BNL Roma |  |